# فیلم بیچ پارتی

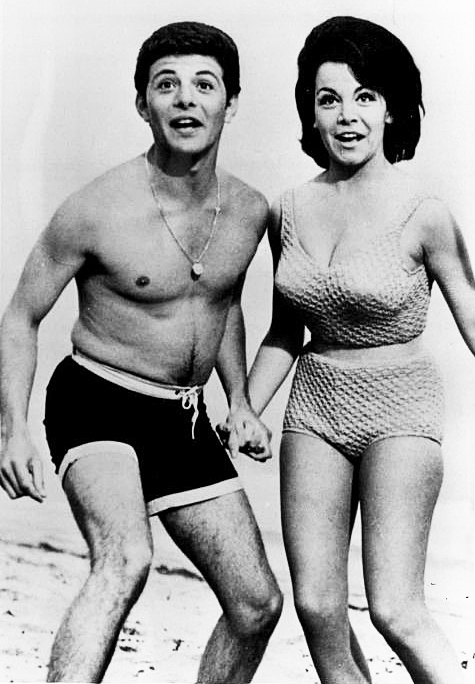
عکس تبلیغاتی فرانکی آوالون و آنت فونیچلو برای یک فیلم بیچ پارتی (دههٔ. ۱۹۶۰).

فیلم بیچ پارتی (انگلیسی: Beach party به معنای مهمانی ساحلی) یک زیرژانر فیلم آمریکایی بود که بین سال‌های ۱۹۶۳ تا ۱۹۶۸ توسط آمریکن اینترنشنال پیکچرز تهیه و اکران می‌شد. نام این زیر ژانر از فیلم بیچ پارتی گرفته شده‌است که در ژولای ۱۹۶۳ اکران شد و به شکل تعجب‌آوری در گیشه موفق بود. این فیلم‌ها عموماً کمدی بودند و شخصیت‌های آن‌ها را نوجوانان یا دانشجویان دانشگاهی تشکیل می‌دادند و به امور مورد علاقهٔ نوجوانان (رقص، موج‌سواری، موسیقی، مسابقه‌های ماشین‌سواری، و عیش و نوش) می‌پرداختند.